# 何塞·欧斯塔西奥·里韦拉
何塞·欧斯塔西奥·里韦拉·萨拉斯（西班牙語：José Eustasio Rivera Salas；1888年2月19日—1928年12月1日），是哥伦比亚小说家、诗人、律师。早年创作诗歌，并曾在国立大学学习法律。为哥伦比亚现代主义文学的代表作家之一，其主要著作为小说《漩涡》。

## 生平
里韦拉于1888年出生在哥伦比亚内瓦圣马特奥（San Mateo）的阿瓜斯卡连特斯，是家中的第五个孩子，也是家中的长子，其父母分别是欧斯塔西奥·里韦拉·埃斯科瓦尔（Eustasio Rivera Escobar）与卡塔琳娜·萨拉斯（Catalina Salas）:7-8，家境贫寒，早年在亲戚的资助下就读天主教会学校。1906年，里韦拉获得奖学金到波哥大中央师范学校（Escuela Normal Central de Bogotá）深造，1909年毕业后，他搬到伊瓦格居住并在当地担任学校督察，亦开始创作诗歌，在此期间，他发表了诗歌《西班牙颂》（Oda a España），1910年，里韦拉凭借此诗歌赢得了通哈独立百年花卉文学创作大赛第二名，排名仅次于出身托利马省的语法学家曼努埃尔·安东尼奥·博尼利亚，而西班牙作家米格尔·德·乌纳穆诺得知后还写信给他，赞许他作品的成就:16。
1912年，里韦拉考入哥伦比亚国立大学法学院，主修法学，同时在政府部门担任公职人员，1917年，他从大学毕业并取得法学学位，其毕业论文为《遗产清算》（Liquidación de las herencias），随即成为律师，参与调查为外国石油公司工作的哥伦比亚劳工的生活状况。1921年，里韦拉发表了诗集《希望之乡》（Tierra de promisión），开始在拉美文坛崭露头角:23-26。1922年至1923年间，里韦拉以哥伦比亚—委内瑞拉边界委员会成员的身份来到国境东隅的雨林地带，以帮助哥伦比亚解决与邻国的边境争议，他探访当地橡胶园、原住民部落的经历，也为日后其小说《漩涡》的创作奠定了基础:78，该作品亦于1924年出版发行，里韦拉也因此聲名大噪。1928年4月，为了将《漩涡》介绍给美国读者，里韦拉前往美国，促成小说的英译本出版，但他在当年11月就患上肺炎，同年12月在纽约病重不治。1943年，为了纪念他的贡献，哥伦比亚政府将其家乡圣马特奥更名为里韦拉:7。

## 文学作品
里韦拉早年主要创作诗歌，并以十四行诗著称，其诗歌多收录于诗集《希望之乡》中。在小说领域，里韦拉唯一的作品是《漩涡》，又译《草原林莽恶旋风》，小说以里韦拉本人在奥里诺科河雨林地区的冒险见闻为基础，讲述了阿图罗·科瓦（Arturo Cova）与其恋人阿莉西亚（Alicia）为了婚姻自由逃离波哥大，而后为了寻找阿莉西亚，科瓦进入丛林，最终两人都葬身丛林旋涡的悲剧故事，小说同时揭露了橡胶种植园主的贪婪残暴以及橡胶工人悲惨的生活，一定程度上打破了对欧洲文学的模仿，竭力表现在地的现实状况，该作品亦与羅慕洛·加列戈斯的《堂娜芭芭拉》以及里卡多·圭拉尔德斯的《堂塞贡多·松布拉》并列为“拉丁美洲三大小说”，也是拉美文学流派“大地小说”的代表作品之一。不过也有批评家认为这部小说故事沉闷、情节单调、剖析方式主观，缺乏小说体裁作品的特点。

## 延伸阅读
- José Eustasio Rivera. . 由吴岩翻译. 上海市: 新文艺出版社. 1957. OCLC 301541373.